# Ozarba perssoni
Ozarba perssoni là một loài bướm đêm trong họ Noctuidae.